# Pericopsis mooniana
Pericopsis mooniana (tên tiếng Anh là Nandu Wood hoặc Nedun Tree) là một loài rau đậu thuộc họ Fabaceae.
Loài này có ở Indonesia, Malaysia, Micronesia, Palau, Papua New Guinea, Philippines, và Sri Lanka.
Chúng hiện đang bị đe dọa vì mất môi trường sống.